# Елмер Дрю Меррілл
Елмер Дрю Меррілл (англ. Elmer Drew Merrill, 1876–1956) — американський ботанік і систематик. Більш як двадцять років він провів на Філіппінах, де став визнаним авторитетом у галузі флори Азіатсько-Тихоокеанського регіону. Він автор майже 500 публікацій, описав приблизно 3000 нових видів рослин і зібрав понад мільйон гербарних зразків. Окрім наукової роботи, він був досвідченим адміністратором, деканом коледжу, професором університету та редактором наукових журналів.

## Життя
Меррілл і його брат-близнюк Дана Т. Меррілл народилися і виросли в маленькому селі Іст-Оберн, штат Мен. У 1894 році він вступив до Університету Мен з наміром вивчати інженерію, але незабаром перейшов на загальну навчальну програму, де зосередився на біології та класифікації квіткових рослин. У 1898 році Меррілл здобув ступінь бакалавра наук в Університеті Мен. З 1899 по 1902 рік він був помічником у Міністерстві сільського господарства США (USDA). З 1900 по 1901 рік вивчав медицину в університеті Джорджа Вашингтона. У 1904 році закінчив університет штату Мен зі ступенем магістра. Меррілл був ботаніком у Міністерстві сільського господарства США (USDA) та інших державних і освітніх установах на Філіппінах з 1902 по 1923 рік. У 1912 році він опублікував свою роботу «Флора Маніли». З 1922 по 1926 рік вийшла його чотиритомна робота «Перелік філіппінських квіткових рослин». У 1921 році Меррілл був обраний до Американської академії мистецтв і наук, у 1923 році до Національної академії наук і в 1932 році до Американського філософського товариства. З 1945 року він був членом-кореспондентом Академії наук у Парижі. У 1946 році став почесним членом Единбурзького королівського товариства. У 1953 році прийнятий до Королівської академії наук Нідерландів як зовнішній член. З 1923 по 1929 рік працював у Каліфорнійському університеті в Берклі, Каліфорнія. У 1925 році університет штату Мен надав йому ступінь почесного доктора. З 1930 по 1935 рік він був професором ботаніки в Колумбійському університеті та директором Нью-Йоркського ботанічного саду. У 1931 році заснував журнал Britonnia, редактором якого був до 1935 року. У 1934 році став президентом Ботанічного товариства Америки. Наступного 1935 року вступив до Гарвардського університету як професор ботаніки. З 1935 по 1946 рік був директором дендропарку Арнольда Гарвардського університету. У 1936 і 1950 роках він був президентом секції номенклатури Міжнародного ботанічного конгресу, а в 1946 році — президентом Американського товариства систематиків рослин. У 1938 році спільно з Е. Х. Вокером опублікував «Бібліографію східноазіатської ботаніки». Він опублікував свою роботу «Життя рослин тихоокеанського світу» в 1945 році. У 1954 році опублікував свою роботу «Ботаніка подорожей Кука та її несподіване значення в антропології, біогеографії та історії» в Chronica Botanica. 25 лютого 1956 року Меррілл помер у Форест-Хіллс, штат Массачусетс.

## Праці
- A Flora of Manila. 1912
- A Bibliographic Enumeration of Bornean Plants. 1921
- An Enumeration of Philippine Flowering Plants. 1923-26
- An Enumeration of Hainan Plants. 1927
- Polynesian Botanical Bibliography (1773—1935). 1937
- Emergency Food Plants and Poisonous Plants of the Islands of the Pacific. 1943
- A Botanical Bibliography of the Islands of the Pacific. 1946
- Botany of Cook's Voyages and Its Unexpected Significance in Relation to Anthropology, Biogeography and History. 1954

## Визнання і вшанування
Меррілл широко визнаний за численні досягнення. Йому надано почесні ступені доктора Університету Мен у 1926 році, Гарвардського університету в 1936 році, Каліфорнійського університету в 1936 році та Єльського університету в 1951 році. Він був стипендіатом Гуггенхайма протягом 1951–1952 навчального року. На його честь названо понад 200 видів і кілька родів рослин: Merrilliobryum (рід мохів), Merrilliodendron, Merrilliopanax.